# RNIL 3
De RNIL 3 is een route nationale d'intérêt local in het Franse departement Seine-Saint-Denis ten oosten van Parijs. De weg bestaat uit twee delen. Het eerste deel loopt van de Porte de Pantin in de Boulevard Périphérique in Parijs via Pantin en Bobigny naar de A3. Het tweede deel loopt van Bondy naar de grens met Seine-et-Marne. In Seine-et-Marne loopt de weg als D603 verder naar Meaux en Reims.

## Geschiedenis
Oorspronkelijk was de RNIL 3 onderdeel van de N3. In 2006 werd de weg overgedragen aan het departement Seine-Saint-Denis, omdat de weg geen belang meer had voor het doorgaande verkeer. Seine-Saint-Denis weigert echter om de weg een nieuw nummer te geven, waardoor de weg nog steeds als route nationale wordt aangegeven.